# Viuti
Roberto López más conocido por su nombre artístico Viuti (1944-1989) fue un humorista gráfico y arquitecto argentino.

## Biografía
Viuti comenzó a publicar en Tía Vicenta, a los 21 años, luego pasó también por otras publicaciones como María Belén, Tío Landrú, Adán, Satiricón, Mengano, Chaupinela, El Ratón de Occidente, Breviario y Panorama.

El 2 de enero de 1980, ingresa con Teodoro & Cía, una tira diaria que contaba la vida en una oficina, a la mítica contratapa del Diario Clarín, reemplazando a la legendaria Mutt y Jeff, de Bud Fischer. Allí compartiría desde entonces cartel con figuras de la talla de Caloi, Roberto Fontanarrosa, Horacio Altuna, Carlos Trillo, Crist, Aldo Rivero, Ian, Felipe Miguel Ángel Dobal, Tabaré Jorge Guinzburg, Carlos Abrevaya y Alberto Bróccoli, entre otros.

Viuti seguiría publicando Teodoro & Cía, como así también Hagamos el humor, una tira muda en el suplemento dominical del diario La Nación, hasta su temprana muerte, en 1989, producto de un derrame cerebral, mientras veraneaba en Pinamar.

Clarín seguiría publicando durante algún tiempo lo mejor de Teodoro y Cía.

Se publicaron varios libros recopilatorios de su obra como: ¿Quién es Viuti?, Lo peor de Viuti, No pido la palabra y, por supuesto, de Teodoro y Cía.